# Big George Foreman
Big George Foreman: The Miraculous Story of the Once and Future Heavyweight Champion of the World (ou simplesmente Big George Foreman) é um filme biográfico americano de drama esportivo dirigido por George Tillman Jr. George Foreman, interpretado por Khris Davis . Também é estrelado por Jasmine Mathews, John Magaro, Sullivan Jones, Lawrence Gilliard Jr., Sonja Sohn e Forest Whitaker .

## Elenco
- Khris Davis como George Foreman[1]
- Jasmim Mathews[2]
- John Magaro[2]
- Sullivan Jones como Muhammad Ali[1]
- Lawrence Gilliard Jr.[1]
- Sonja Sohn[2]
- Forest Whitaker como Doc Broadus[1]
- Shein Mompremier[2]

## Produção
Um filme biográfico baseado na carreira de George Foreman foi anunciado em 2021. Seria dirigido por George Tillman Jr. a partir de um roteiro de Tillman e Frank Baldwin, que é adaptado de uma história escrita por Tillman, Baldwin e Dan Gordon. Khris Davis foi escalado como Foreman, Forest Whitaker como Doc Broadus e Sullivan Jones como Muhammad Ali . Michael K. Williams foi originalmente escalado como Doc Broadus (treinador e mentor de Foreman), mas morreu antes do início da produção.

### Filmagem
Sob o título provisório Heart of a Lion, a fotografia principal estava programada para começar no outono de 2021 em Nova Orleans, Louisiana, mas foi interrompida pela chegada do furacão Ida . A produção estava programada para retomar as filmagens em Shreveport naquele novembro, mas foi encerrada até o início de 2022 por um motivo desconhecido. As filmagens ocorreram de fevereiro a março de 2022 em Nova Orleans.

## Lançamento
O filme foi originalmente programado para ser lançado em 16 de setembro de 2022, mas foi adiado para 24 de março de 2023. Foi adiado novamente e está programado para ser lançado em 28 de abril de 2023, pela Sony Pictures .